# Mohamed Bayo
Mohamed Lamine Bayo (* 4. Juni 1998 in Clermont-Ferrand) ist ein französisch-guineischer Fußballspieler, der beim französischen Erstligisten OSC Lille unter Vertrag steht. Der Stürmer ist seit März 2021 guineischer Nationalspieler.

## Karriere

### Verein
Der in Clermont-Ferrand geborene Mohamed Bayo entstammt der Nachwuchsarbeit des Clermont Foot, der er mit sechs Jahren beitrat. Er entwickelte sich in den verschiedenen Altersklassen des Vereins zu einem talentierten Stürmer. Nachdem er sich in der Reservemannschaft früh empfehlen konnte, wurde er im November 2017 erstmals in den Profikader des Zweitligisten beordert. Am 11. November 2017 kam er beim überraschenden Pokalaus gegen die unterklassige AS Yzeure erstmals zu einem Kurzeinsatz in der Herrenmannschaft. Der endgültige Sprung in die Auswahl von Cheftrainer Pascal Gastien blieb ihm jedoch vorerst verwehrt und er kam weiterhin nur in der Reserve zu regelmäßiger Einsatzzeit. Am 27. Juli 2018 (1. Spieltag) bestritt er beim torlosen Unentschieden gegen LB Châteauroux sein Debüt in der zweithöchsten französischen Spielklasse, als er in der Schlussphase für Alassane N’Diaye eingewechselt wurde. Bis zum Jahreswechsel absolvierte er fünf Ligaspiele, wobei er stets nur als Joker in der Endphase eingetauscht wurde.
Um regelmäßige Spielpraxis auf professionellem Niveau sammeln zu können, wechselte Bayo am 21. Januar 2019 bis zum Ende der Saison 2018/19 auf Leihbasis zum Drittligisten USL Dunkerque. Bereits in seinem zweiten Ligaeinsatz am 9. Februar (21. Spieltag) erzielte er das goldene Tor zum 1:0-Auswärtssieg gegen den FC Villefranche. In zehn Einsätzen gelangen ihm in dieser Spielzeit zwei Treffer. Das Leihgeschäft wurde im Anschluss auf die gesamte Saison 2019/20 ausgedehnt. In der aufgrund der COVID-19-Pandemie verkürzten Spielzeit konnte er in 24 Ligaeinsätzen 12 Tore verbuchen. Er trug damit wesentlich zum Aufstieg der USL Dunkerque in die Ligue 2 bei. Außerdem klassierte er sich in der Torjägerliste auf dem vierten Platz und war dabei der beste Schütze seiner Mannschaft.
Bayo kehrte zur nächsten Spielzeit 2020/21 wieder in seine Heimatstadt Clermont-Ferrand zurück, um dort den Abgang von Adrian Grbić zu kompensieren. Sein Vertrag bei den Lancers verlängerte er außerdem im Juni 2020. Er schaffte es, in einer höheren Ligastufe seine gute Torquote aus dem Vorjahr beizubehalten. Am 31. Oktober 2020 (9. Spieltag) markierte er beim 3:1-Auswärtssieg gegen den FC Valenciennes einen Dreierpack, den Ersten seiner professionellen Laufbahn. Dieses Kunststück vollführte er am 16. Januar 2021 (19. Spieltag) ausgerechnet gegen die USL Dunkerque erneut, als er nach der Halbzeitpause in nur 15 Minuten drei Mal einnetzen konnte.
Im Sommer 2022 wechselte er zum OSC Lille. Für die Saison 2023/24 wurde er nach Le Havre verliehen, wo er in 22 Ligaspielen zum Einsatz kam. Zur Saison 2024/25 kehrte Bayo zum OSC Lille zurück, konnte sich dort jedoch nicht als Stammkraft etablieren und wurde zumeist als Einwechselspieler eingesetzt. Insgesamt absolvierte er zwölf Ligaspiele. Im Februar 2025 folgte eine erneute Leihe, diesmal zum belgischen Erstligisten Royal Antwerpen. Dort kam er in 15 Ligapartien zum Einsatz, blieb jedoch ohne eigenen Treffer und verbuchte lediglich zwei Torbeteiligungen.

### Nationalmannschaft
Am 24. März 2021 debütierte Mohamed Bayo beim 1:0-Heimsieg gegen Mali in der Qualifikation zum Afrika-Cup 2021 für die guineische Nationalmannschaft.